# Aldo Crudo
Aldo Crudo (* 8. Oktober 1915 in Rom; † 12. August 1985 ebenda) war ein italienischer Autor und Drehbuchautor.

## Leben
Crudo war 1955 zwei Mal als Regieassistent und Drehbuchautor für Giuseppe Vari tätig und drehte zwei Jahre später in Ko-Regie mit Dino Partesano den Kompilationsfilm Vecchio cinema… che passione!. In den 1970er Jahren schrieb er zahlreiche weitere Drehbücher, meist für minder budgetierte Genrefilme.
Bekannt wurde Crudo als Autor von Groschenromanen vor allem unter dem Namen Joseph Britt. 1957 hatte er mit „La porta dell’inferno“ seinen ersten Roman nach amerikanischen Kriminal-Vorbildern geschrieben. Er arbeitete auch unter den Pseudonyme Larry Marshall, Mike Chandler und Thomas Wright. Ab 1963 war er für seinen Verlag „ERP“ in leitender Funktion tätig.

## Filmografie als Drehbuchautor (Auswahl)
- 1971: Das Auge der Spinne (L’occhio del ragno)
- 1971: Liebe und Abenteuer des Don Juan (Le calde notti di Don Giovanni)
- 1974: Supermänner gegen Amazonen (Superuomini, superdonne, superbotte)
- 1974: Wer bist Du? (Chi sei?)
- 1976: Blut eines Bullen (Sangue di sbirro)
- 1977: Wenn du krepierst, lebe ich! (Autostop rosso sangue)
- 1978: Krieg der Roboter (La guerra dei robot)
- 1980: Die Bestie aus dem Weltraum (La bestia nello spazio)
- 1983: Delitto carnale